# Carbasea pisciformis
Carbasea pisciformis är en mossdjursart som beskrevs av Busk 1852. Carbasea pisciformis ingår i släktet Carbasea och familjen Flustridae. Inga underarter finns listade i Catalogue of Life.